# Wibbelstetz
 (septembre 2018).
Si vous disposez d'ouvrages ou d'articles de référence ou si vous connaissez des sites web de qualité traitant du thème abordé ici, merci de compléter l'article en donnant les références utiles à sa vérifiabilité et en les liant à la section « Notes et références ».
Wibbelstetz est un groupe de rock allemand, originaire de l'arrondissement d'Euskirchen. Il est formé en 1984 et chante en dialecte de la région de l'Eifel.
Le nom dialectal Wibbelstetz se traduit en allemand standard par Wackelschwanz.

## Discographie
- 1987 : Lieder vom Lande
- 1989 : Börjemeeste Nieres
- 1990 : Höngerm Bröddezong
- 1991 : Treck dat Hemp us, Adelche
- 1992 : Hausmusik
- 1995 : Himbeermarmelad
- 1996 : Handy
- 1997 : Das Beste - Live
- 1998 : En de Rompelsjaß
- 1999 : 'Schluss mit Lustig
- 2002 : Eenes Daach ben ich fott
- 2005 : De Kopp voll Dröhm
- 2011 : Et Bess vom Bess
- 2015 : Die wilden Jahre
- 2015 : Ansonsten in Bestform